# 이쑤시개

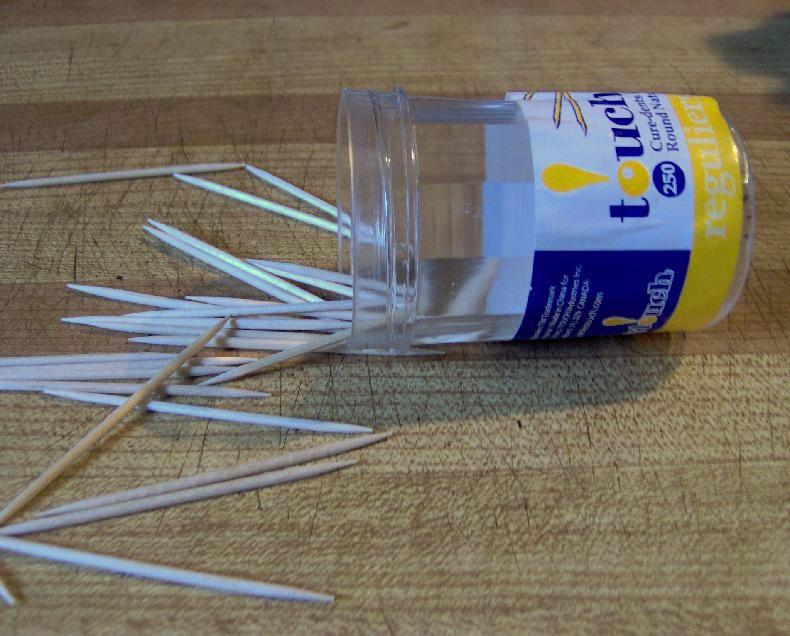
이쑤시개

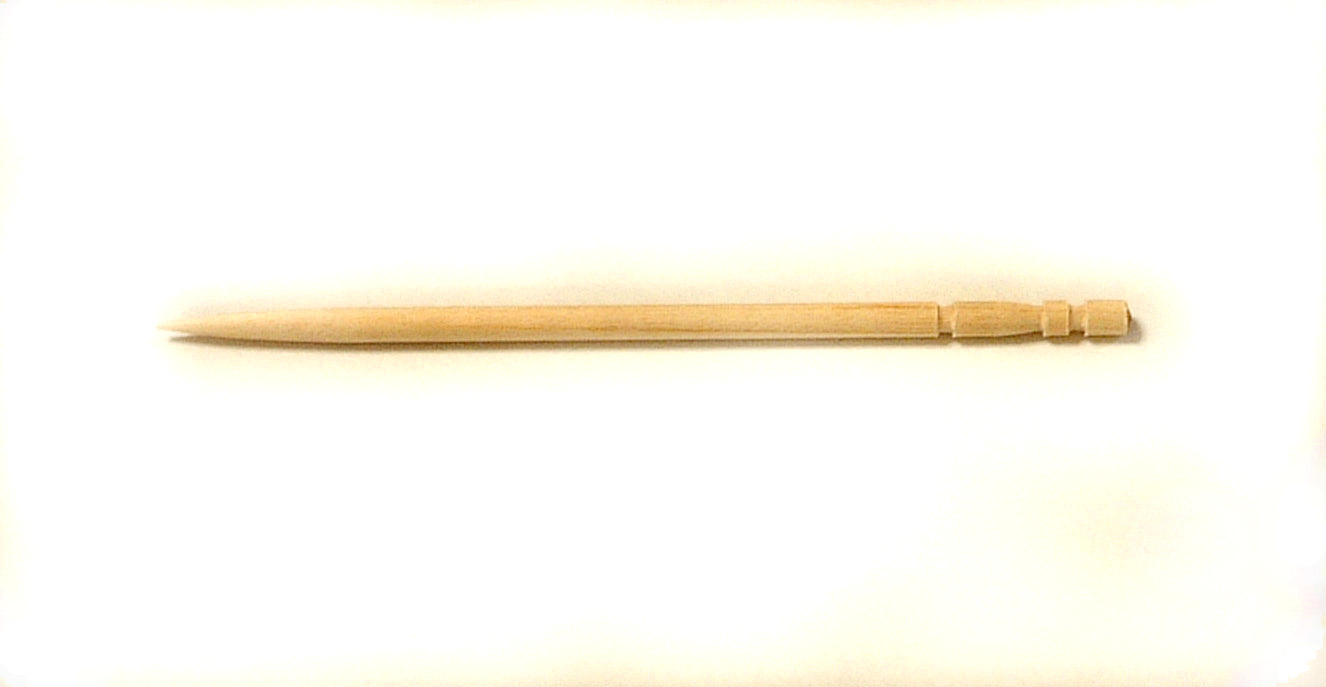
일본식이쑤시개　爪楊枝(Tumayouji)

이쑤시개는 이 사이에 낀 이물질을 제거하기 위해 사용하는 것으로, 보통 플라스틱이나 나무로 만들어지지만, 녹말로 만들기도 한다. 이쑤시개는 한쪽 혹은 양쪽 끝에 뾰족한 부분을 이용하여 이물질을 제거해내는 용도로 사용된다.

## 역사
이쑤시개는 10만 년 전에도 쓰였으며, 인류가 최초로 고안한 발명품으로 추측한다. 비니모경에 기록된 내용에 따르면 옛날에는 버드나무 가지를 이쑤시개로 사용했다. 이 때문에 이쑤시개를 버드나무 가지란 뜻의 양지(楊枝)라고 불렀으며, 양지는 시간이 지남에 따라 발음이 변형되어 오늘날에는 이를 닦는 것을 뜻하는 양치란 단어로 바뀌었다.
이쑤시개는 치실이나 칫솔 등이 발명된 후에도 많은 사람들이 사용하고 있는 생활 필수품이다.

## 단점
치아에 있는 치석이 끼이거나 이물이 걸려 있을 때 제거하는 도구로도 인식되지만, 자주 사용하게 되면 부작용이 생길 수도 있는 등 복수 이상의 문제점을 야기하는 것으로도 나온다. 이쑤시개를 이용하여 치아에 걸려 있는 이물을 제거할 때에는 각별한 주의가 필요하다. 뿐만 아니라 부상 사고도 물론 일으킬 수 있는 원인이 된다.

## 같이 보기
- 구강위생